# Морава (РСЗО)
Морава (серб. Морава) — сербская реактивная система залпового огня.

## История
Реактивная система залпового огня «Морава» была разработана Военно-техническим институтом Белграда в 2011 году. Машиной для комплекса является грузовик ФАП 1118 БС/36 4 × 4, модификация грузовика «Мерседес-Бенц» серии NG, произведённый на сербском автомобильном заводе ФАП.
Комплекс оснащён двумя контейнерами, содержащими от 12 до 16 пусковых установок (в зависимости от модификации).
Предназначена для поражения живой силы, бронетехники противника в местах сосредоточения и на марше. Используется для разрушения командных пунктов, узлов связи, портов и объектов военно-промышленной инфраструктуры.
Время приготовления орудия к бою — 45 секунд, подготовка к перемещению с огневой позиции на другую — 30 секунд.
Разработана для замены стоящих ныне на вооружении ВС Сербии систем залпового огня Огань, Пламень и Град.
В январе 2015 года реактивная система залпового огня «Морава» проходила испытания на военном полигоне Никинци в крае Воеводина при участии министра обороны Сербии Братислава Гашича, которые успешно прошла.

## Ракеты

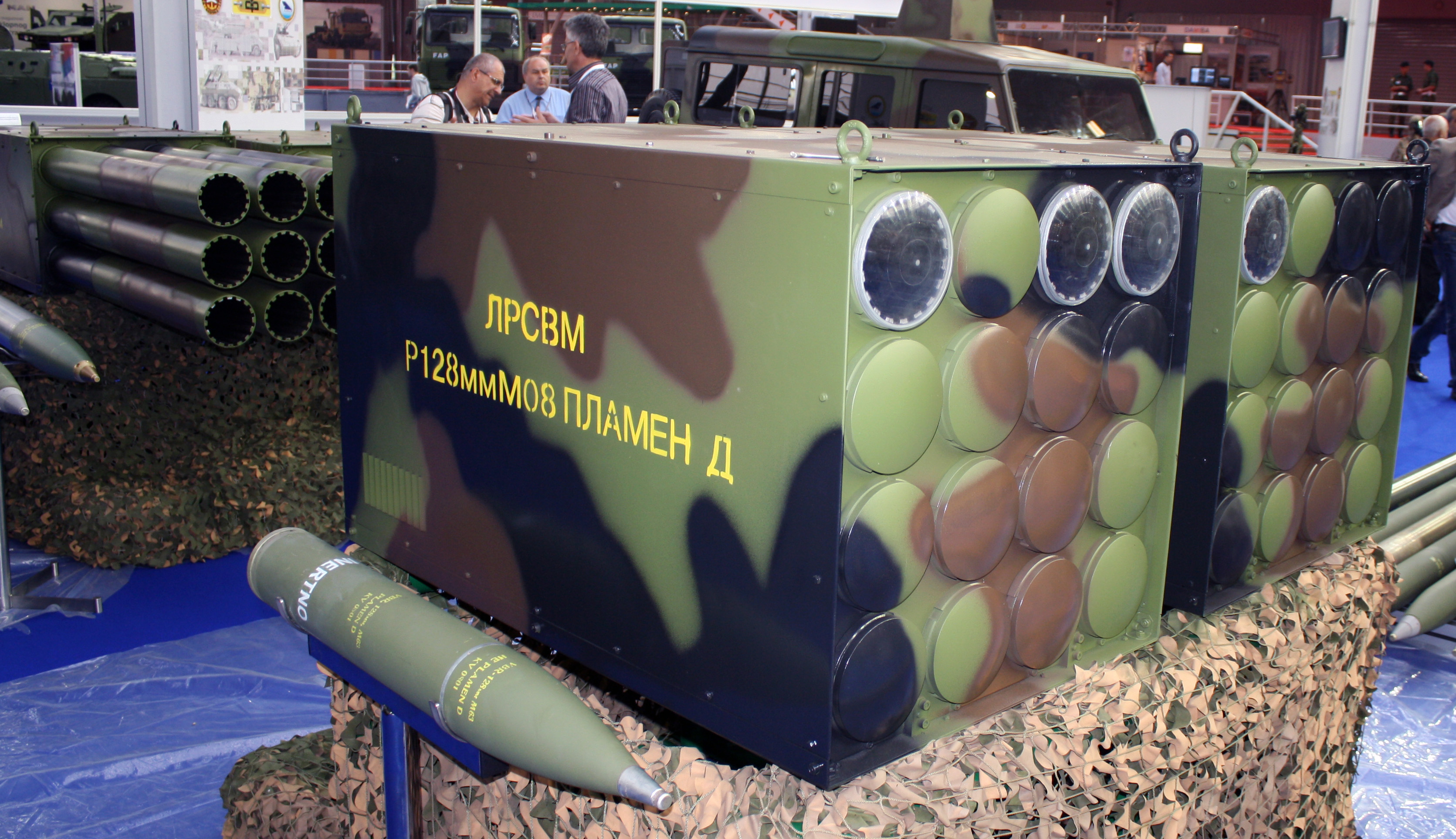
Установка «Пламень Д» для РСЗО «Морава»

| Ракета     | Количество пусковых труб в контейнере | Максимальная дальность | Калибр ракеты |
| Модель     | на 1 контейнер                        | км                     | мм            |
| ---------- | ------------------------------------- | ---------------------- | ------------- |
| Пламень A  | 16                                    | 8.6                    | 128           |
| Пламень Д  | 16                                    | 12.6                   | 128           |
| Огань M77  | 12                                    | 22.5                   | 128           |
| Огань ЕР   | 12                                    | 30                     | 128           |
| Град       | 12                                    | 35                     | 122           |
| Г-2000     | 12                                    | 40                     | 122           |
| Едепро 107 | 25                                    | 11                     | 107           |

## Операторы
30 реактивных систем залпового огня «Морава» будут поставлены в неназванную страну. На вооружении Сербии в 2016 году РСЗО «Морава» не значится.